# Basselinia iterata
Basselinia iterata  es una especie de palmera originaria de Nueva Caledonia.

## Descripción
Se encuentra en una sola cresta entre el monte Colnett, y el monte Ignambi, en el noreste de Nueva Caledonia, en selva de las tierras bajas. Es una delgada palmera erecta que alcanza unos 10 metros de altura. Tiene una inflorescencia notable de color marrón rojizo.

## Taxonomía
Basselinia iterata fue descrita por Harold Emery Moore y publicado en Allertonia 3: 366. 1984.
Etimología
Basselinia: nombre genérico otorgado en honor del poeta francés Olivier Basselin (1400–1450).
iterata: epíteto